# Kibramoa hermani
Espèce
Kibramoa hermani est une espèce d'araignées aranéomorphes de la famille des Plectreuridae.

## Distribution
Cette espèce est endémique d'Arizona aux États-Unis,.

## Description
Le mâle décrit par Gertsch en 1958 mesure 11,7 mm.

## Étymologie
Cette espèce est nommée en l'honneur de Herman Rasmussen.

## Publication originale
- Chamberlin & Ivie, 1935 : Miscellaneous new American spiders. Bulletin of the University of Utah, vol. 26, no 4, p. 1-79 (texte intégral).